# Quill & Quire
Quill & Quire ist ein kanadisches Literaturmagazin über Bücher und das Verlagswesen, das 1935 begründet wurde und eine durchschnittliche Auflage von 5.000 Exemplaren in der Printedition hat. Der Verleger geht von einer Leserschaft von 25.000 Rezipienten aus, da es als eines der wichtigsten Rezensionsjournale für Kanadische Literatur gilt und somit in vielen wissenschaftlichen und öffentlichen Bibliotheken präsent ist. Der Schwerpunkt von Quill & Quire liegt auf den Besprechungen von Romanen, Kurzgeschichtensammlungen und Anthologien. Darüber hinaus werden allgemeine Nachrichten zur nordamerikanischen Literaturszene und dem Verlagswesen, literarische Porträts oder Interviews veröffentlicht und ein Forum für Diskussionen zu allgemeinen Trends im Verlagswesen bereitgestellt. Die Online-Version präsentiert außerdem ein umfangreiches Rezensionsarchiv von 7716 Besprechungen, das bis 1996 zurückreicht, eine Jobbörse und einen Veranstaltungskalender.

## Geschichte
1935 von Wallace Seccombe's Current Publications gegründet, lag der ursprüngliche herausgeberische Schwerpunkt von Quill & Quire darauf, die sich gerade etablierende englischsprachige kanadische Literaturszene durch die Diskussion von interessanten Büchern zu unterstützen. 1971 erwarb Michael de Pencier das Magazin von Southam Newspapers, die es selbst gerade einmal sechs Monate besaßen.
Quill & Quire blieb mit de Pencier als Teil des Key Publishers/Key Media-Konsortiums für 30 Jahre vereint, bis es 2003 als Teil einer größeren Transaktion, die Key Media betraf, an die St. Josephs Corporation veräußert wurde. Dieses kanadische Unternehmen ist im Druck- und Medienbereich aktiv und hat seinen Stammsitz in Concord, Ontario.
Die Beiträge sind ausschließlich in Englisch.

## Mitarbeiter
Der führende Mitarbeiterstab wird von Stuart Woods, dem Chefredakteur, geleitet. Weitere Kernmitarbeiter sind Scott MacDonald, Nachrichtenredakteur; Steven W. Beattie, Rezensionsredakteur und Dory Cerny, Jugendbuchredakteurin. Die Herausgeber sind Alison Jones und Attila Beri, Gründer und früherer Eigentümer des kleinen Verlagshauses Riverbank Press. Athena St. Jacques ist art director, Caroline Potter die Produktionsleiterin und Larry Wyatt der Marketing Manager.
Der frühere Chefredakteur Derek Weiler verstarb 2009. Andere ehemalige Chefredakteure waren Ted Mumford, Scott Anderson, Kenneth Oppel, Bert Archer und James Grainger.

## Charakteristik
Die Publikation gilt als eine der maßgeblichen Fundstellen für Kurzbesprechungen für kanadische Neuerscheinungen auf dem Buchmarkt.
Gegenwärtig wird das Buch bei St. Joseph Media verlegt, die auch Toronto Life herausbringen.

## Rezensionsbeispiele
- Christina Decarie: Review: Everything Was Good-Bye by Gurjinder Basran. In: Quill & Quire. November 2010. Abgerufen am 10. Juli 2012.[7]
- Jeet Heer: Review: The Free World by David Bezmozgis. In: Quill & Quire. Januar 2011. Abgerufen am 11. Juli 2012.[8]
- James Grainger:  Terry Griggs: Thought You Were Dead und Cynthia Flood: The Englisch Stories. In: Quill & Quire. Januar 2009. Abgerufen am 18. Juli 2012.[9]
- Cherie Thiessen: Review of Eating Dirt by Charlotte Gill. In: Quill & Quire. September 2011. Abgerufen am 21. Juli 2012.[10]
- Laurel Smith: Review of The Writing Circle by Rozena Maart. In: Quill & Quire. September 2007. Aufgerufen am 19. Juli 2012.[11]
- Stephen Smith: Review of Isobel Gunn by Audrey Thomas. In: Quill & Quire. November 1999. Abgerufen am 11. Juli 2012[12]